# Montagne de Frise
La montagne de Frise est un site « naturel » de la haute vallée de la Somme situé sur le territoire de la commune de Frise, dans le département de la Somme. C'est un site Ramsar inclus dans les Marais et tourbières des vallées de la Somme et de l'Avre.

## Histoire
La Montagne de Frise reste marquée par les combats de la Grande Guerre qui se sont déroulés sur son sol. L’écrivain Blaise Cendrars  y a séjourné et a tiré de son expérience le roman La Main coupée.
Classé en Zone rouge après 1918, le site a été abandonné pendant plusieurs décennies.
Plusieurs opérations d’aménagements ont été menées et le retour du pâturage depuis 2004 permet la préservation du site.
Le site géré par le Conservatoire d'espaces naturels de Picardie depuis 1998.

## Caractéristiques
La montagne de Frise abrite les pelouses calcicoles ou larris de la Haute Somme. Du haut du belvédère situé sur la falaise crayeuse, on découvre un vaste panorama sur les étangs et marais de la haute vallée de la Somme et la Montagne d'Eclusier-Vaux. Les étangs de la Somme ont un système hydraulique particulier, avec des îlots de roselières, en partie boisés, consécutif de l’abandon des activités traditionnelles.
Sur ce coteau calcaire creusé par la vallée de la Somme, on trouve encore des trous d’obus ainsi que les vestiges d’un réseau d’anciennes tranchées construites dans la pierre.

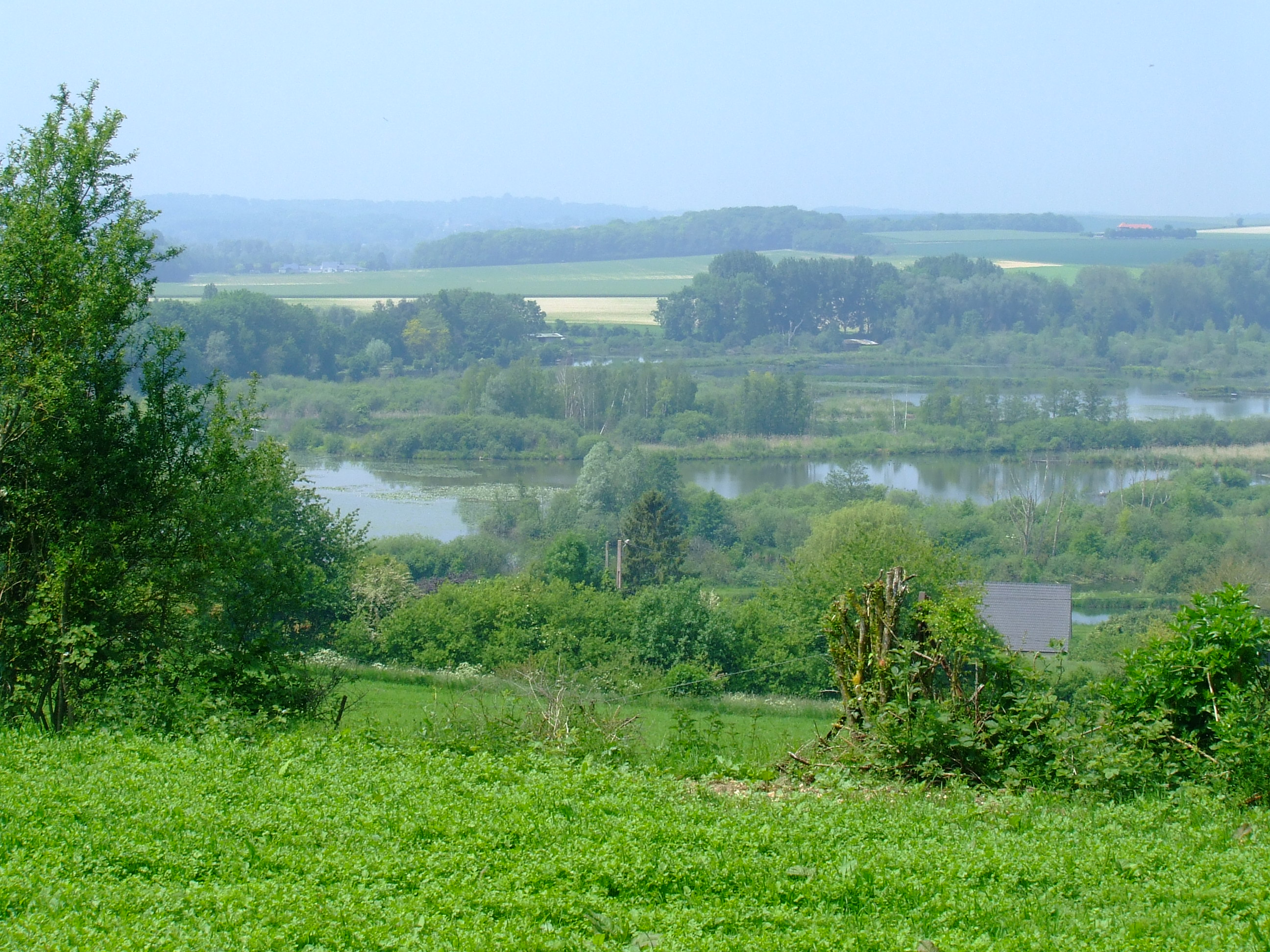

### Le Bois de La Vache
La clairière du Bois de la Vache fut évoquée par Blaise Cendrars lors de son séjour à Frise en tant que soldat.

### Le larris
La Montagne de Frise est l’un des derniers grands larris de la Haute-Somme. Sa flore et sa faune sont influencées par l’exposition et la proximité des marais. Des espèces aux affinités montagnardes, exposées au nord, côtoient des populations aux accents méridionaux sur les secteurs plus ensoleillés.

### Flore
- Anémone pulsatille, Cette espèce rare et vulnérable n’est connue qu’en de très rares points au nord de la vallée de la Somme,
- Brachypode penné,
- Campanule agglomérée
- Céphalanthère à grande fleur, (Céphalanthère de Damas)
- Dactylorhize négligé ou Orchis négligé,
- Épervière tachetée,
- Laitue vivace,
- Orchis moucheron,
- Polygala d’Autriche,
- Phalangère rameuse, espèce protégée, de la famille des lys
- Pulsatille,
- Seseli libanotis,
- Serpolet
- Sesleria caerulea (Seslérie bleue)[2]...

### Faune
- Machaon,
- Azuré bleu céleste,
- Dectique verrucivore,
- Meconema meridionale (Méconème fragile)[2]...

## Pour approfondir